# Miyazaki Car Ferry
Pour les articles homonymes, voir Miyazaki (homonymie).
Miyazaki Car Ferry (宮崎カーフェリー, Miyazaki kāferī), abrégé en MCF, est une compagnie de navigation maritime japonaise. Son activité principale est le transport de passagers et de fret en car-ferry sur des lignes maritimes reliant Kobe à la ville de Miyazaki, sur l'île de Kyūshū. Créée en 2004, elle succède à la compagnie Marine Express qui s'était elle-même substituée en 1990 à la compagnie Nippon Car Ferry. À la suite d'importantes difficultés financières, Miyazaki Car Ferry sera reprise en 2018 par un fonds d'investissement mené par la Préfecture de Miyazaki, deux banques locales ainsi que la Regional Economy Vitalization Corporation of Japan (REVIC), ce qui aboutira à la dissolution de l'ancienne société et sa renaissance avec un nouvel actionnariat.

## Histoire

### Origines
Les origines de Miyazaki Car Ferry remontent à l'année 1971, année où la compagnie Nippon Car Ferry créé la filiale Miyazaki Car Ferry (première génération) pour l'exploitation des lignes maritimes entre la région du Kansai et l'île de Kyūshū. Cette filiale sera cependant absorbée en 1972 par sa maison mère qui assurera les liaisons sous ses propres couleurs. Dix-huit ans plus tard, en 1990, Nippon Car Ferry est rachetée par la compagnie Seacom, filiale de la société immobilière EIE International. Rebaptisée dans un premier temps Seacom Ferry, la compagnie prendra le nom de Marine Express en 1992 à la suite d'un différend entre les actionnaires des deux sociétés qui aboutira à leur séparation. Durant les années 1990, Marine Express connaîtra une période de croissance permise par une baisse du prix du carburant, elle renouvellera sa flotte vieillissante avec des navires plus grands et plus rapides. La société sera cependant fragilisée en raison de la hausse du prix du carburant au mois d'août 2004 et cessera ses activités en 2005. Une partie des actifs et de sa flotte est alors transférée au sein de la nouvelle compagnie Miyazaki Car Ferry, mise en place à l'aide d'un fonds d'investissement constitué par les anciens cadres de Marine Express.

### 2004-2018

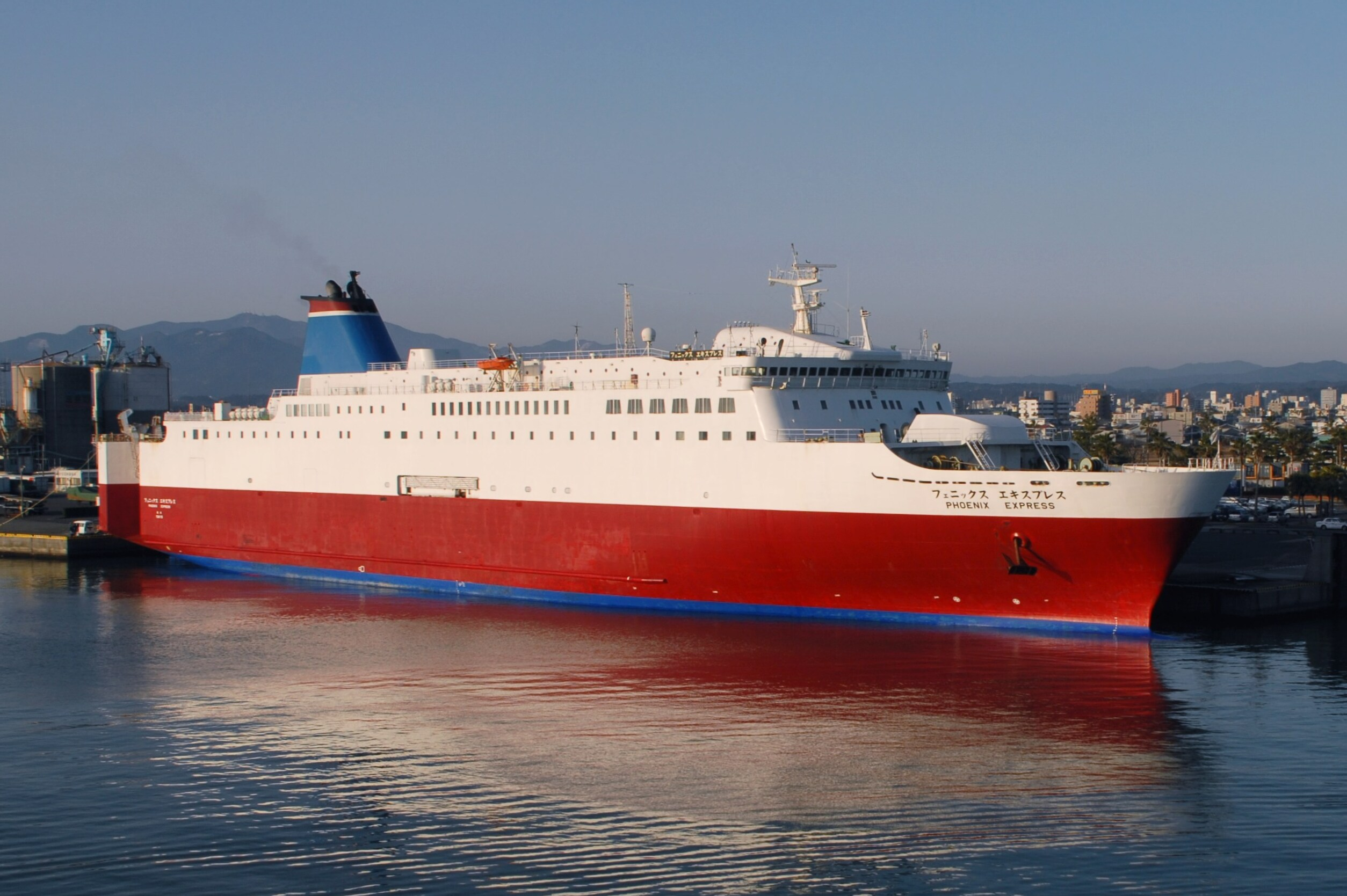
Le Phoenix Express sera rapidement revendu en raison de son exploitation onéreuse.

Fondée en avril 2004, la nouvelle compagnie Miyazaki Car Ferry reprend dans un premier temps l'exploitation de la ligne entre Ōsaka et Miyazaki et les navires Osaka Express et Miyazaki Express. Après l'arrêt des activités de Marine Express en 2005, la compagnie récupère la ligne vers Hyūga ainsi que les navires Phoenix Express et Ferry Himuka. Ces derniers seront toutefois vendus l'année suivante en raison de la forte hausse du prix du carburant rendant leur exploitation insoutenable, entraînant de ce fait la fermeture de la ligne de Hyūga .
Le 1er octobre 2014, le port de départ de la région du Kansai est déménagé d'Ōsaka à Kobe en raison de ses coûts portuaires moins élevés. En conséquence, le navire Osaka Express est rebaptisé symboliquement Kobe Express.

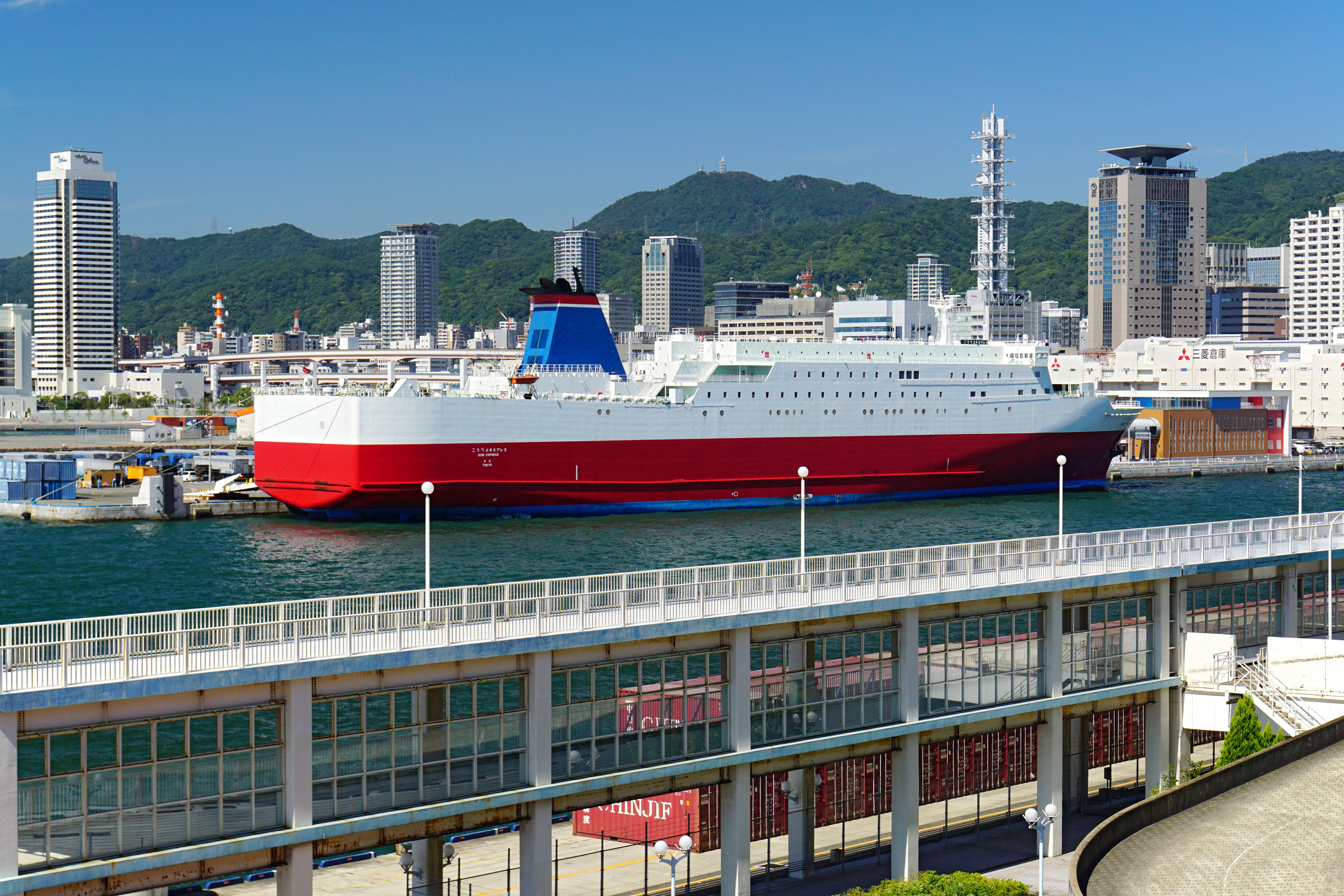
Le Kobe Express, ex-Osaka Express, rebaptisé ainsi en raison du déménagement de la compagnie à Kobe.

En 2017, Miyazaki Car Ferry est au bord de la faillite. La baisse des tarifs des péages autoroutiers en 2009 et l'essor du port rival d'Ōita entraîne une déviation des flux de passagers et de fret. La flotte de la compagnie est également vieillissante avec deux navires de plus de vingt ans alors que ses concurrents, telle que la compagnie Ferry Sunflower, ont déjà passé commande de navires neufs, chose alors impossible pour MCF et ses filiales qui cumulent une dette de plus de 8, 932 millions de yens,.

### Depuis 2018
En février 2018, les autorités locales de la préfecture de Miyazaki décident d'intervenir afin de maintenir les activités de l'entreprise. Ainsi, la préfecture, associée à deux banques locales (la Miyazaki Bank et la Miyazaki Taiyo Bank) et l'organisation Regional Economy Vitalization Corporation of Japan (REVIC) rachètent les actifs de Miyazaki Car Ferry au mois de mars. À l'occasion, l'ancienne compagnie est dissoute et une nouvelle société, également nommée Miyazaki Car Ferry, au capital de 100 millions de yens, est créée.
En décembre 2019, MCF annonce la commande aux chantiers Naikai Shipbuilding d'un nouveau navire financé en partie par la préfecture et la ville de Miyazaki. D'une longueur de 194 mètres et pouvant transporter 578 passagers, 81 véhicules et 163 remorques à une vitesse de 23 nœuds, le premier navire, baptisé Ferry Takachiho, est entré en service le 15 avril 2022 et sera rejoint par son sister-ship le Ferry Rokko en octobre.

## Flotte

### Flotte actuelle
Au 9 octobre 2022, la flotte de Miyazaki Car Ferry est composée de deux navires.
| Navire          | Pavillon | Type  | Construction | Entrée en flotte | tonnage    | Longueur | Largeur | Capacité  | Capacité  | Capacité  | Vitesse  | Statut     |
| Navire          | Pavillon | Type  | Construction | Entrée en flotte | tonnage    | Longueur | Largeur | Passagers | Véhicules | Remorques | Vitesse  | Statut     |
| --------------- | -------- | ----- | ------------ | ---------------- | ---------- | -------- | ------- | --------- | --------- | --------- | -------- | ---------- |
| Ferry Takachiho |          | Ferry | 2022         | 2022             | 14 200 UMS | 194 m    | 27,60 m | 576       | 81        | 163       | 23 nœuds | En service |
| Ferry Rokko     |          | Ferry | 2022         | 2022             | 14 200 UMS | 194 m    | 27,60 m | 576       | 81        | 163       | 23 nœuds | En service |

### Anciens navires
| Navire           | Pavillon | Type         | Construction | Période   | tonnage    | Longueur | Largeur | Passagers | Véhicules | Vitesse    | Statut |
| ---------------- | -------- | ------------ | ------------ | --------- | ---------- | -------- | ------- | --------- | --------- | ---------- | --- |
| Kobe Express     |          | Ferry        | 1997         | 2004-2022 | 11 933 UMS | 170 m    | 27 m    | 690       | 85        | 25 nœuds   | Vendu à la compagnie indonésienne DLU Ferry.                                                                              |
| Miyazaki Express |          | Ferry        | 1996         | 2004-2022 | 11 931 UMS | 170 m    | 27 m    | 690       | 85        | 25 nœuds   | Vendu à la compagnie indonésienne DLU Ferry, navigue actuellement sous le nom de Dharma Ferry V.                          |
| Ferry Himuka     |          | Ferry rapide | 1996         | 2005-2006 | 13 597 UMS | 195,95 m | 27 m    | 350       | 77        | 24,9 nœuds | Propriété de l'armateur grec Hellenic Seaways. Navigue actuellement sous affrètement par la compagnie italienne Tirrenia. |
| Phoenix Express  |          | Ferry rapide | 1993         | 2005-2006 | 11 578 UMS | 170 m    | 25 m    | 660       | 90        | 26 nœuds   | Navigue actuellement pour le compte de la compagnie corse Corsica Ferries sous le nom de Mega Express Five.               |

## Lignes desservies
Depuis sa création, Miyazaki Car Ferry exploite ses navires entre la région du Kansai, sur l'île d'Honshū, et l'île de Kyūshū.
Lorsque la compagnie commence ses activités en 2005, elle récupère l'exploitation des lignes entre Ōsaka, Miyazaki et Hyūga. La ligne vers Hyūga sera cependant fermée l'année suivante.
À partir de 2014, MCF délaisse le port d'Ōsaka pour celui de Kobe, moins coûteux. Depuis 2022, les traversées sont assurées de nuit en tandem par les navires Ferry Takachiho et Ferry Rokko. Les départs de Kobe s'effectuent du lundi au samedi à 19h10 et à 18h le dimanche pour une arrivée à Miyazaki le lendemain à 8h40. Dans le sens inverse, les départs ont lieu tous les jours à 19h10 et l'arrivée à Kobe s'effectue à 7h10 le lendemain.